# Vitacura
Vitacura é uma das 32 comunas que compõem a cidade de Santiago, capital do Chile.
A comuna limita-se: a norte com Lo Barnechea ; a sul com Las Condes e Providencia; a oeste com Recoleta e Huechuraba.